# Embrague centrífugo

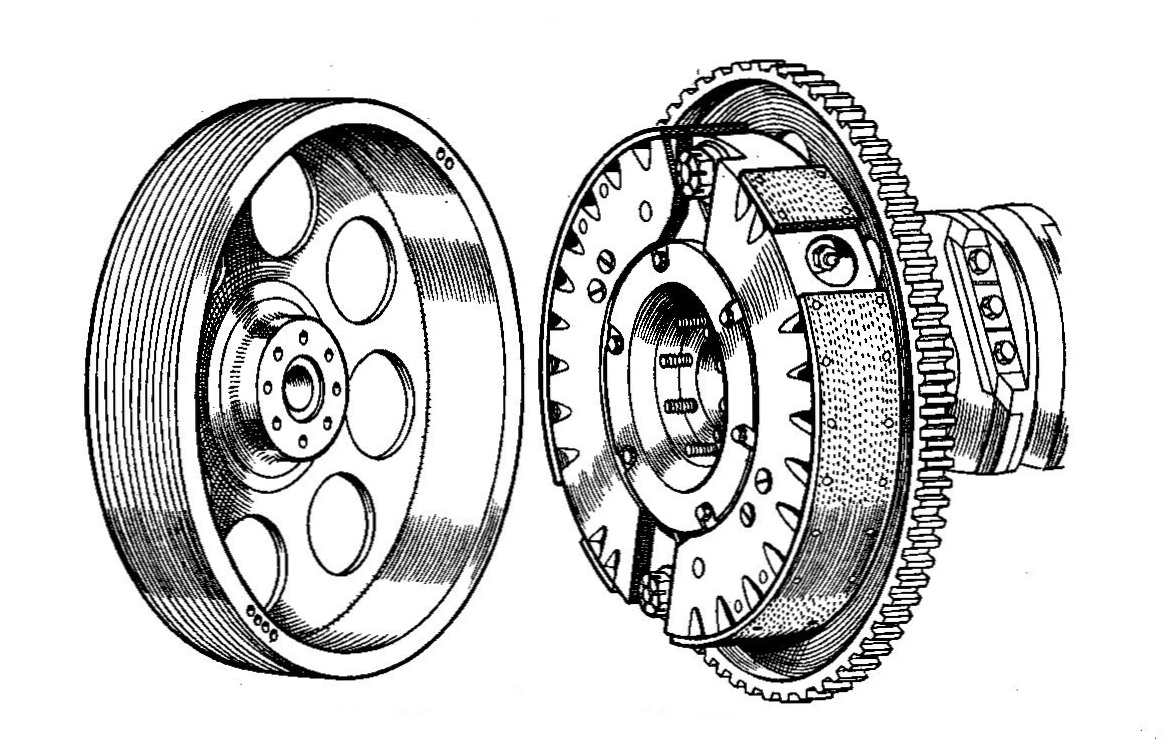
"Embrague de tráfico" del coche Talbot de los años treinta

Un embrague centrífugo es un embrague automático que utiliza la fuerza centrífuga para operar. El eje de salida se desconecta a baja velocidad de rotación y se compromete más a medida que aumenta la velocidad. A menudo se utiliza en ciclomotores, troncos, cortacéspedes, karts, motosierras, mini bicicletas y algunos paramotores y barcos para evitar que el motor se parara cuando el eje de salida se ralentiza o detiene bruscamente y para eliminar la carga al arrancar y al ralentí. Se ha sustituido para aplicaciones de automoción mediante el acoplamiento de fluido.

## Funcionamiento

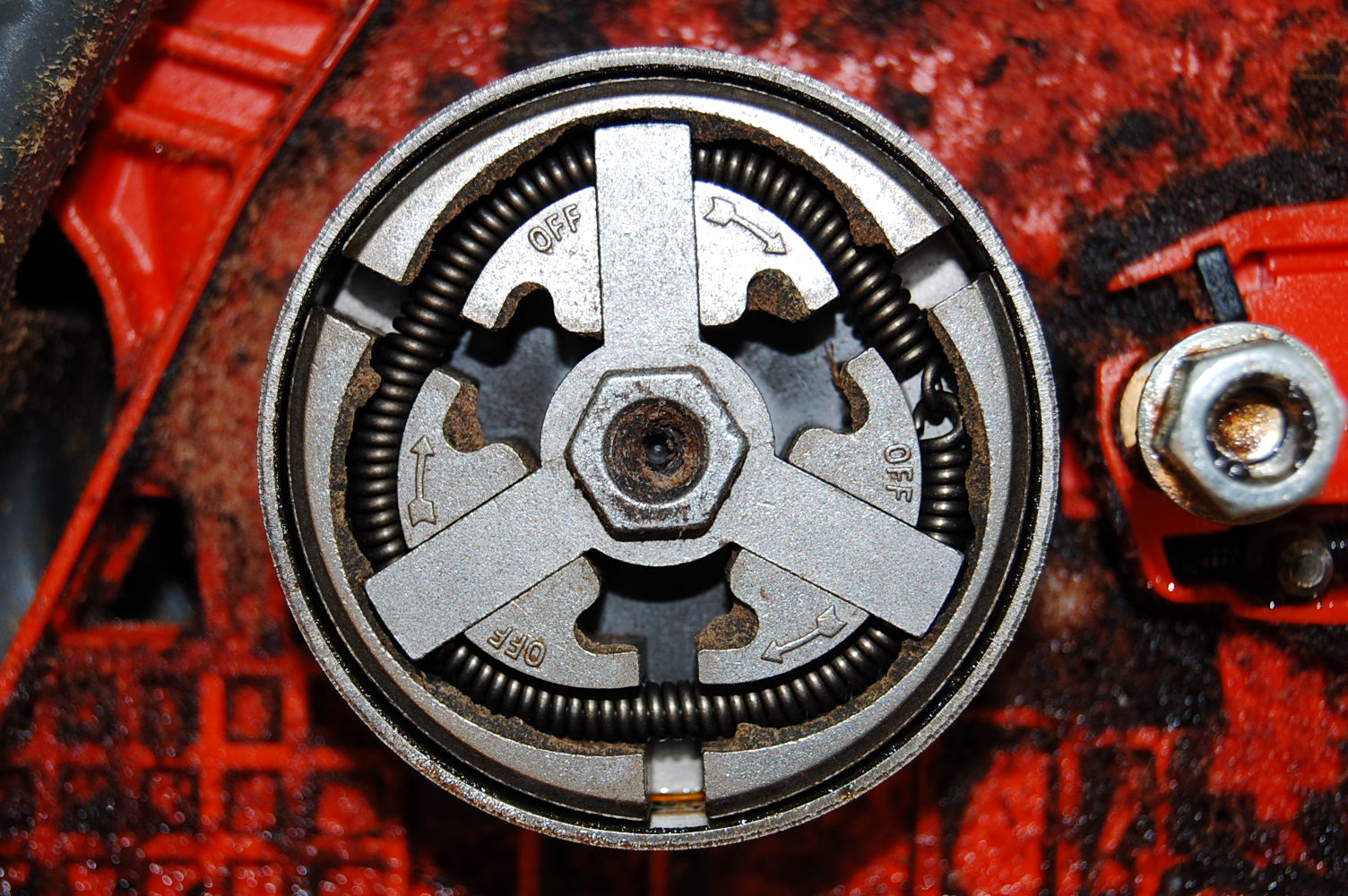
Un embrague de motosierra. La cadena rodea un piñón detrás del embrague que gira con el tambor exterior.

La entrada del embrague está conectada al eje del cigüeñal del motor, mientras que la salida puede accionar un eje, una cadena o una correa. A medida que aumentan las revoluciones del motor por minuto, los brazos ponderados del embrague giran hacia el exterior y obligan el embrague a engancharse. Los tipos más comunes tienen cojinetes de fricción o zapatos montados radialmente que se pegan en el interior del borde de una carcasa. En el eje central, hay un número variado de muelles extensores, que se conectan a un zapato de embrague. Cuando el eje central gira bastante rápidamente, los muelles se extienden haciendo que los zapatos de embrague se peguen en la cara de fricción. Se puede comparar con un freno de tambor al revés. Este tipo se puede encontrar en la mayoría de karts, equipos para césped y jardín de fabricación doméstica, modelos de vehículos alimentados con combustible y motosierras de baja potencia.
Otro tipo utilizado en los karts de carreras tiene discos de fricción y embrague apilados juntos como un embrague de moto. Los brazos ponderados fuerzan estos discos juntos y enganchan el embrague. Cuando el motor alcanza una determinada velocidad, el embrague se activa, funcionando un poco como una transmisión variable continuamente . A medida que aumenta la carga, la velocidad baja, despegando el embrague, dejando que la velocidad suba de nuevo y volviendo a engordar el embrague. Si se ajusta correctamente, el embrague tiende a mantener la velocidad en o cerca del par máximo del motor. Esto resulta en un poco de calor residual, pero en una amplia gama de velocidades es mucho más útil que una unidad directa en muchas aplicaciones.

## Historia

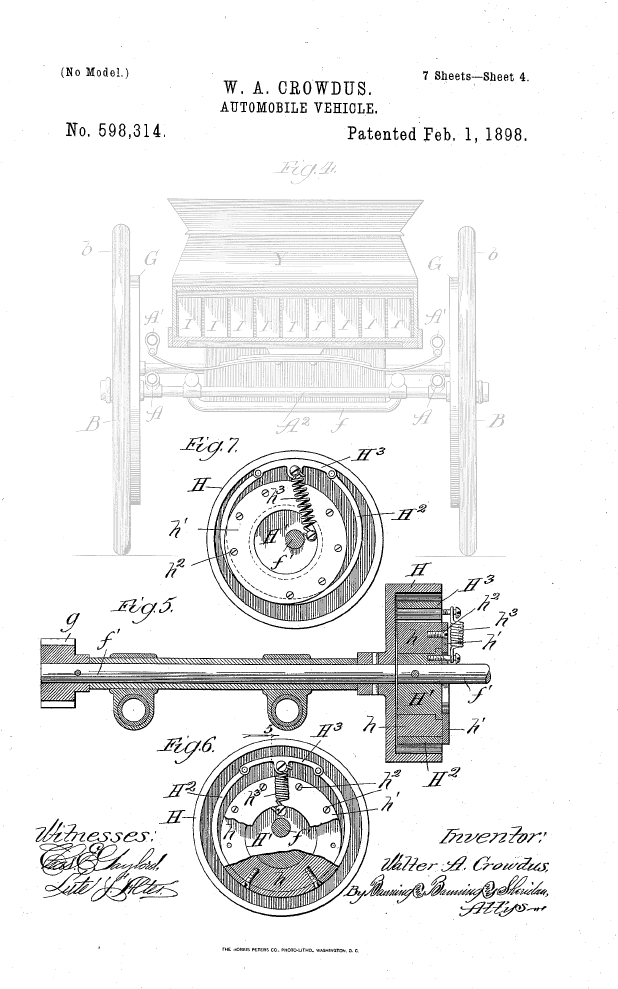
Un embrague centrífugo mostrado en una solicitud de patente, 1898

Los embragues centrífugos utilizaban en locomotoras ferroviarias antes de 1858, y se hacían referencia (en relación con motores eléctricos) en una patente de 1899.
En Estados Unidos se emitió una patente para un embrague centrífugo para automoción (de un vehículo eléctrico) en 1898.
Hay un diseño para un "embrague automático" de juguete en la revista Meccano de junio de 1934.
Los coches Armstrong Siddeley presentaban embragues automáticos (centrífugos) a partir de 1936.
A Thomas Fogarty, a quien también se le atribuye la invención del catéter de globo, se le atribuye la invención de un embrague centrífugo para pequeñas aplicaciones de motores en los años cuarenta.

## Tipo de cambio automático
- Saxomat
- Hycomat
- Servovàlvula